# Antônio de Pádua Fleury
Antônio de Pádua Fleury (Santa Cruz de Goiás, 8 de dezembro de 1795 — 19 de novembro de 1859) foi político e militar brasileiro. Foi presidente da província de Goiás, de 19 de fevereiro de 1848 a 11 de junho de 1849.

## Biografia
Filho de João Fleury Coelho e de Rosa Maria de Lima Camargo, nasceu em na então vila de Santa Cruz, Goiás. Era, portanto, irmão de Luís Gonzaga de Camargo Fleury, que também governou a província de Goiás. Na juventude, serviu na segunda linha do exército, sendo sucessivamente promovido até o posto de tenente de uma das companhias de cavalaria. Proclamada a independência do Brasil, em 1822, contribuiu com um donativo espontâneo para a marinha de guerra nacional.
Mudou-se em seguida para Cuiabá, onde estabeleceu-se como comerciante e deu início à sua carreira política. Durante dois anos, foi conselheiro da província do Mato Grosso e, por quatro, da província de Goiás. Em Goiás, para onde transferiu sua residência, serviu várias vezes como deputado à Assembleia Provincial, sendo, por mais de uma vez, presidente dessa casa. Em 1838 foi nomeado coronel chefe de legião da Guarda Nacional da cidade de Goiás.
A partir de 1846, através de cartas imperiais, passou a exercer o cargo de vice-presidente de sua província, a qual chegou a governar efetivamente entre fevereiro de 1848 e junho de 1849. Foi durante seu governo que se criou a vila de Pedro Afonso, atualmente pertencente ao estado de Tocantins.
Casado com Augusta Rosa Gaudie, foi pai do conselheiro André Augusto de Pádua Fleury.